# Alexander Meisels
Alexander Meisels est un cytopathologiste, chercheur et professeur né en 1926 à Berlin et mort à Barranquilla le 23 septembre 2014. Il est professeur émérite de l'Université Laval.  Alexander Meisels s'est distingué notamment pas ses travaux sur le virus du papillome humain.